# Instituto Max Planck de Bioquímica
El Instituto Max Planck de Bioquímica (en alemán: Max-Planck-Institut für Biochemie; abreviado MPIB) es un instituto de investigación de la Sociedad Max Planck ubicado en Martinsried, un suburbio de Múnich. El instituto se fundó en 1973 mediante la fusión de tres institutos anteriormente independientes: el Instituto Max Planck de Bioquímica, el Instituto Max Planck de Investigación de Proteínas y Pieles (fundado en 1954 en Ratisbona) y el Instituto Max Planck de Química Celular (fundado en 1956 en Múnich).
Con unos 750 empleados en nueve departamentos de investigación y más de 20 grupos de investigación, el MPIB es uno de los mayores institutos de la Sociedad Max Planck.

## Departamentos
Actualmente hay nueve departamentos en el instituto:
- Estructura de células y virus (John AG Briggs)
- Bioquímica celular (Franz-Ulrich Hartl)
- Biofísica celular y molecular (Petra Schwille)
- Aprendizaje automático y biología de sistemas (Karsten Borgwardt)
- Máquinas moleculares y señalización (Brenda Schulman)
- Medicina molecular (Reinhard Fässler)
- Proteómica y transducción de señales (Matthias Mann)
- Biología celular estructural (Elena Conti)
- Totipotencia (Kikuë Tachibana)

## Grupos de investigación
El MPIB cuenta actualmente con 26 grupos de investigación, incluidos 3 grupos de investigación eméritos.
- Bacteriófagos: microbiología, bacteriófagos, ARN polimerasas, biología estructural, bioquímica (Maria Sokolova)
- Estructuras de células y virus: biología estructural, criotomografía electrónica, virus, tráfico de membranas (John Briggs)
- Dinámica celular: fagocitosis, dinámica de la actina, motilidad celular (Günther Gerisch)
- Biofísica celular y molecular: biofísica, espectroscopia de correlación de fluorescencia, microscopía de fuerza atómica, moléculas individuales, biología sintética (Petra Schwille)
- Bioquímica celular: chaperonas moleculares, plegamiento de proteínas, protostasis, envejecimiento y enfermedades neurodegenerativas (Franz-Ulrich Hartl)
- Plegado de proteínas asistido por chaperoninas: plegamiento y ensamblaje de proteínas, Rubisco, GroEL y GroES, espectrometría de masas (Manajit Hayer-Hartl)
- Biología de la cromatina: genética y bioquímica de la cromatina, transcripción, modificaciones de histonas, desarrollo de la Drosophila (Jürg Müller)
- Biología cromosómica: división celular, meiosis (Wolfgang Zachariae)
- Bioquímica de sistemas computacionales: biología de sistemas, proteómica, espectrometría de masas, bioinformática (Jürgen Cox)
- Tecnología CryoEM: Tomografía crioelectrónica, fresado con haz de iones enfocado, microscopía óptica correlacionada, biología estructural in situ, proteómica visual (Jürgen Plitzko)
- Nanomateriales híbridos de ADN: nanotecnología del ADN, nanomateriales híbridos de ADN y sílice, bionanotecnología, biofísica (Amelie Heuer-Jungemann)
- Inmunorregulación: inmunidad, macrófagos: comunicación entre células T, autotolerancia, metabolismo de aminoácidos (Peter Murray)
- Aprendizaje automático y biología de sistemas: investigación biomédica, minería de datos, aprendizaje automático, sistemas biológicos (Karsten Borgwardt)
- Mecanismos de biogénesis de proteínas: biología del ARN, dinámica de la traducción, plegamiento de proteínas, biología de sistemas (Danny Nedialkova)
- Imágenes moleculares y bionanotecnología: microscopía de superresolución, nanotecnología del ADN, biofísica, estudios de moléculas individuales (Ralf Jungmann)
- Máquinas moleculares y señalización: biología estructural, sistema proteosomal ubiquitina, proteínas similares a la ubiquitina (Brenda Schulman)
- Medicina molecular: integrina, señalización de adhesión, genética del ratón (Reinhard Fässler)
- Biología estructural molecular: criotomografía electrónica, investigación de la estructura mediante microscopio electrónico, estructura de proteínas y células, degradación de proteínas (Wolfgang Baumeister)
- Proteómica y transducción de señales: espectrometría de masas, biología de sistemas, bioinformática, cáncer (Matthias Mann)
- Biología celular estructural: estudios estructurales, transporte de ARN, vigilancia del ARN, degradación del ARN (Elena Conti)
- Estructura y dinámica de las máquinas moleculares: dinámica de replicación del ADN, biología estructural, imágenes de moléculas individuales, biofísica (Karl Duderstadt)
- Investigación estructural: biología estructural, métodos de cristalografía de proteínas, degradación de proteínas, química medicinal (Robert Huber)
- Totipotencia: Biología celular mecanicista, genómica y bioquímica de la reprogramación de la cromatina, transcripción y genética del ratón (Kikuë Tachibana)
- Medicina traslacional: fibronectina, integrina, huesos y enfermedades (Inaam Nakchbandi)

## Programa de posgrado
La Escuela Internacional Max Planck de Investigación de Moléculas de la Vida (IMPRS-ML) es un programa de doctorado que abarca diversos aspectos de las ciencias de la vida, desde la bioquímica hasta la biología computacional. La escuela funciona en cooperación con el Instituto Max Planck de Inteligencia Biológica, la Universidad Ludwig Maximilian de Múnich y la Universidad Técnica de Múnich.